# 凱旋公園站
凱旋公園站位於台灣高雄市苓雅區，為高雄捷運環狀輕軌的捷運車站。車站編號為C32。本站位於高雄捷運橘線文化中心站及五塊厝站間，與兩站之路程距離約500公尺。

## 歷史
高雄市政府捷運工程局舉行C15-C37車站徵名活動，票選結果站名為「凱旋公園站」。
2021年1月12日，隨著環狀輕軌第二階段「C1籬仔內–C37輕軌機廠–C32凱旋公園」通車啟用。2024年1月1日，環狀輕軌第二階段「C24愛河之心–C32凱旋公園」通車。因應高雄輕軌成圓，並預計於2月25日前進行全線通車試營運，以作為後續正式營運後參考。

## 車站概要
車站位於橘線文化中心站及五塊厝站間，與兩站之路程距離約500公尺。站區位於大順三路底、中正一路與凱旋二路口的南凱旋公園園區內，定位為中間站。車站構造為側式月台兩座、一股儲車軌。

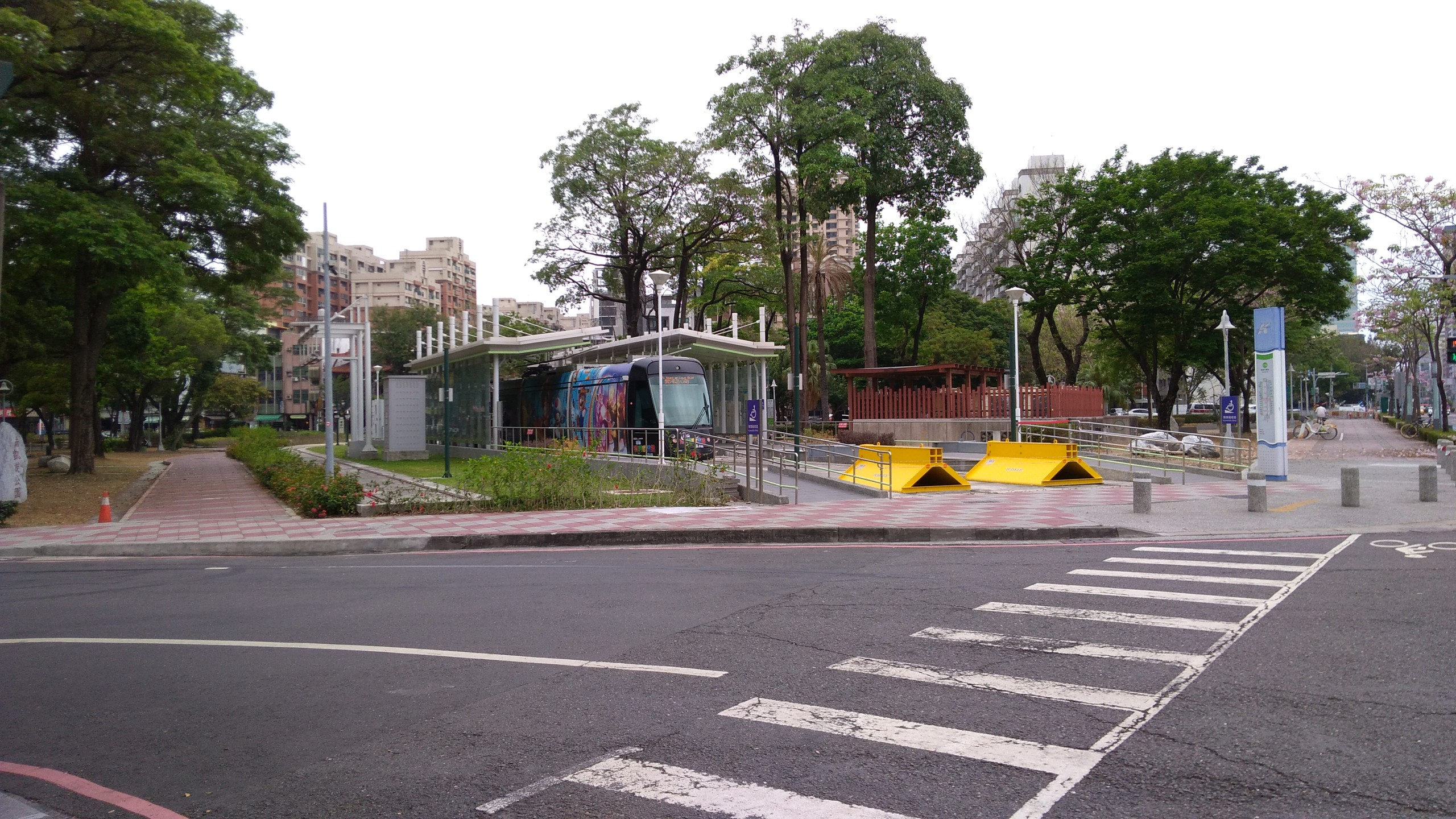
台灣高雄市環狀輕軌C32站_凱旋公園站（2023/04/25攝）

### 月台配置
| 地面               |                                 |
| 側式月台，右側開門 |                                 |
|                    | ← 環狀輕軌順行方向（衛生局站）  |
|                    | 環狀輕軌逆行方向（聖功醫院站）→ |
| 側式月台，右側開門 |                                 |
|                    | 儲車軌                          |
| 出入口             | 連通道                          |

## 外部連結
- 凱旋公園（高雄捷運公司） （页面存档备份，存于）